# 马蒂·弗里德曼 (篮球运动员)
马蒂·弗里德曼（英語：Marty Friedman，1889年7月12日—1986年1月1日），美国前职业篮球运动员、教练。奈史密斯籃球名人堂成員。